# NGC 7043
NGC 7043 (другие обозначения — PGC 66385, UGC 11704, MCG 2-54-14, ZWG 426.24, KCPG 555B) — спиральная галактика с перемычкой (SBa) в созвездии Пегас.
Этот объект входит в число перечисленных в оригинальной редакции «Нового общего каталога».